# Franz Binder (Politiker, 1921)
Franz Binder (* 20. August 1921 in Gansbach; † 29. Juni 1997 in Baden) war ein österreichischer Politiker (SPÖ) und kaufmännischer Angestellter. Binder war von 1959 bis 1982 Abgeordneter zum Landtag von Niederösterreich und ab 1970 2. Landtagspräsident.

## Leben
Binder absolvierte eine Lehre als Kaufmann und leistete 1940 Dienst im Reichsarbeitsdienst. Danach diente er ab 1941 im Zweiten Weltkrieg, geriet jedoch bereits 1943 in amerikanische Kriegsgefangenschaft, aus der er 1946 zurückkehrte. Nach seiner Rückkehr aus dem Zweiten Weltkrieg arbeitete Binder als Schichtführer im Erdölförderbetrieb, 1947 wurde er Bauschreiber beim Bau des Flughafens Wien. Binder wechselte in der Folge in den politischen Bereich. Er arbeitete zwischen 1952 und 1962 als Bezirksparteisekretär der SPÖ-Schwechat. 1950 übernahm er das Amt des Vizebürgermeisters von Enzersdorf an der Fischa und war danach zwischen 1960 und 1989 Bürgermeister der Gemeinde. Zudem war er von 1963 bis 1972 geschäftsführender Obmann sowie von 1972 bis 1986 Obmann des sozialistischen Gemeindevertreterverbandes Niederösterreichs. Binder hatte ab 1962 das Amt des SPÖ-Bezirksparteivorsitzenden inne und fungierte zwischen 1971 und 1986 als Vizepräsident des Österreichischen Gemeindebundes.
Er vertrat die SPÖ zwischen dem 4. Juni 1959 und dem 28. Jänner 1982 als Abgeordneter im Landtag und war ab 8. Mai 1970 dessen 2. Präsident.

## Auszeichnungen
- 1979: Großes Silbernes Ehrenzeichen mit dem Stern für Verdienste um die Republik Österreich[1]